# نورمان تشان
نورمان تشان (بالصينية: 陳德霖) هو قاضي صلح ‏ صيني، ولد في 30 أكتوبر 1954 في هونغ كونغ في الصين.